# Paraguay en los Juegos Olímpicos de Montreal 1976
Paraguay estuvo representado en los Juegos Olímpicos de Montreal 1976 por cuatro deportistas masculinos que compitieron en cuatro deportes.
El portador de la bandera en la ceremonia de apertura fue el nadador Julio Abreu. El equipo olímpico paraguayo no obtuvo ninguna medalla en estos Juegos.